# Sishui
För andra betydelser, se Sishui (olika betydelser).
Sishui, tidigare romaniserat Szeshui, är ett härad som lyder under Jinings stad på prefekturnivå i Shandong-provinsen i norra Kina. Det ligger omkring 110 kilometer söder om provinshuvudstaden Jinan. 

## Källa
1. ↑  http://www.geohive.com/cntry/cn-37.aspx
2. ↑  ”worldpostmarks.net”. Arkiverad från originalet den 2 januari 2015. https://web.archive.org/web/20150102101710/http://worldpostmarks.net/HTML%20Countries/china.htm. Läst 16 november 2014.